# Chiesa di San Michele (Melksham)
La chiesa di San Michele (in inglese St Michael Church), anche nota come chiesa di San Michele e di Tutti i Santi, è la parrocchiale anglicana che si trova nel villaggio e parrocchia civile di Melksham nella contea del Wiltshire, nel Sud Ovest dell'Inghilterra. Il luogo di culto risale al XII secolo, rientra nella diocesi di Salisbury ed è considerato monumento classificato di seconda categoria per il suo particolare interesse storico e architettonico.

## Storia

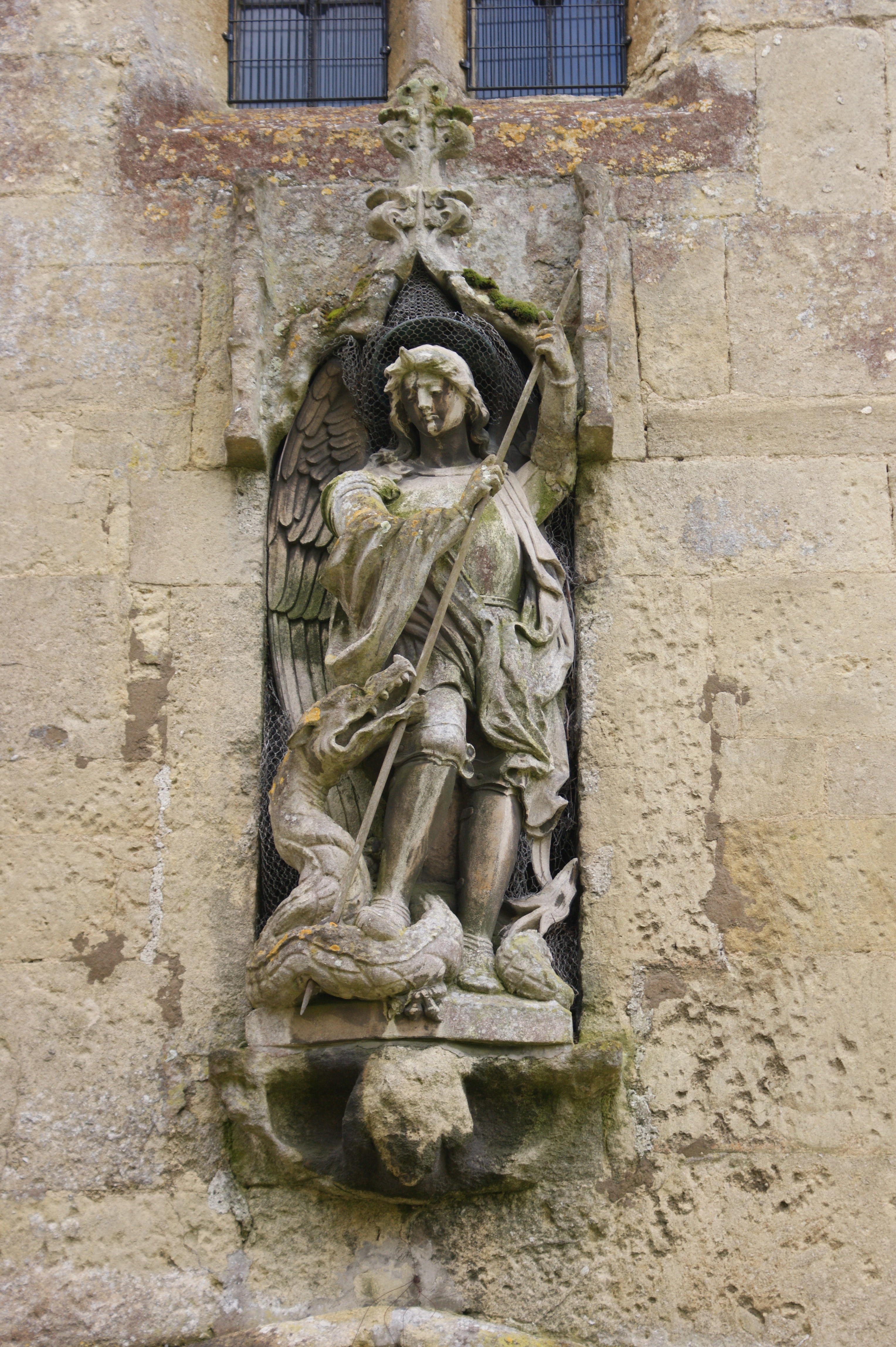
Statua raffigurante San Michele Arcangelo posta esternamente

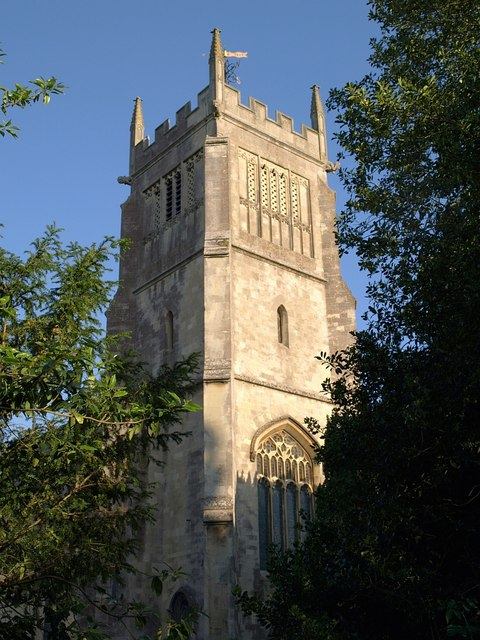
Torre della chiesa

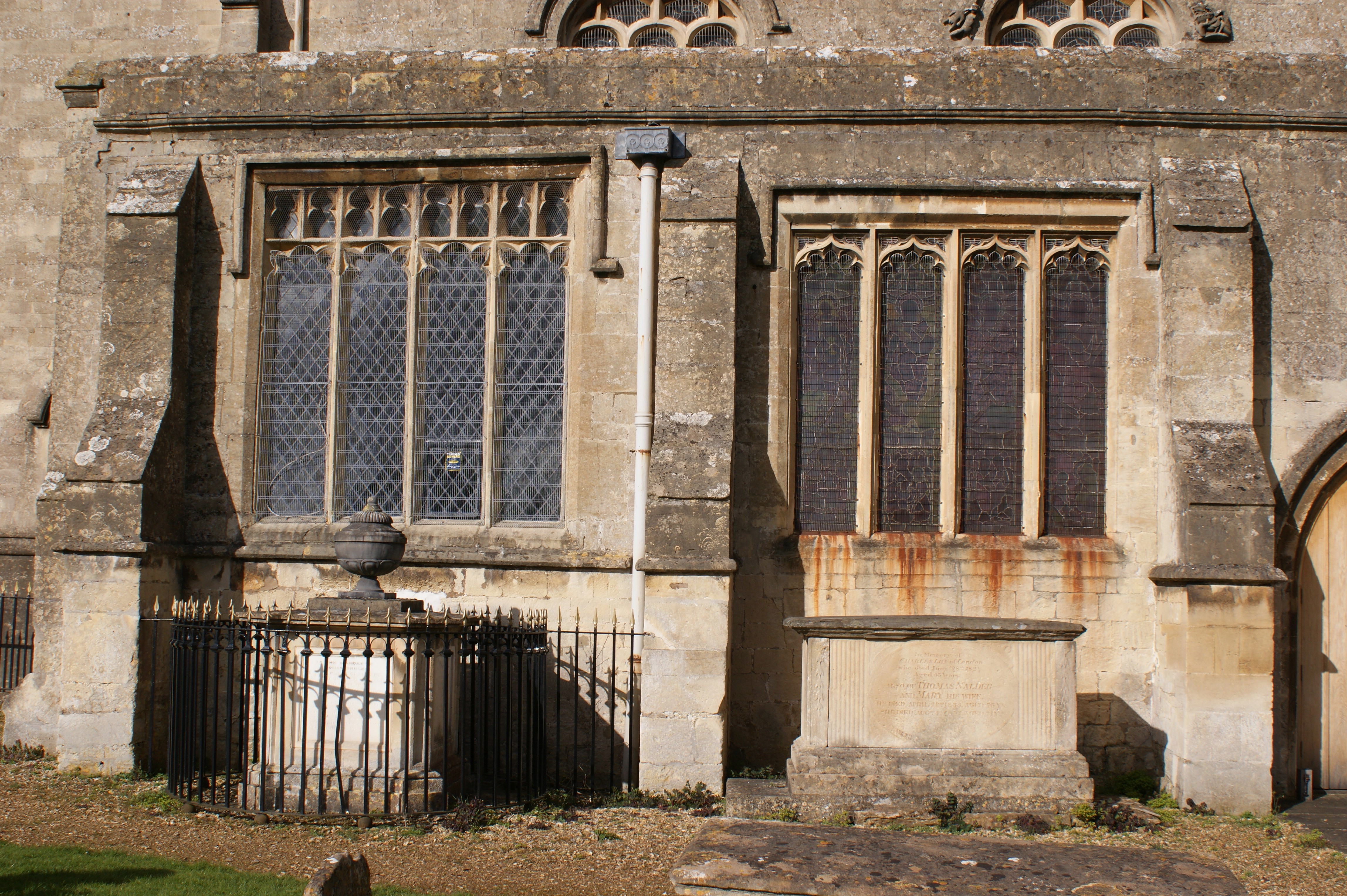
Fiancata laterale della chiesa con contrafforti

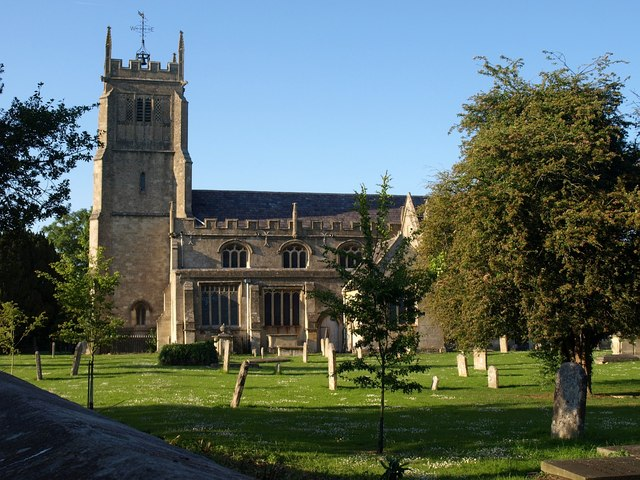
Chiesa con accanto il cimitero della comunità

La chiesa fu probabilmente costruita sul sito di una precedente chiesa romano-britannica in legno, di cui non sopravvivono prove. Il Domesday Book registra che nel 1066 i conti Harold e Liseman avevano la signoria di Melchesha e che nel 1086 Romuld, sacerdote di Melksham, amministrò il maniero, che era detenuto da re Guglielmo ed era una tenuta grande e preziosa. Nel Medioevo la città di Melksham era circondata dalla foresta reale di Melksham. Nel 1144 l'imperatrice Maud concesse il maniero a Humphrey de Bohun III che rimase in suo possesso fino al 1157 circa, quando fu ripreso dalla Corona e assegnato al castello di Devizes. Nel 1220 la chiesa sul sito fu concessa al vescovo di Salisbury e divenne un possedimento del canonicato della cattedrale di Salisbury. Le prime parrocchie anglicane di Melksham furono a Seend ed Erlestoke e a Shaw, nel XIV secolo. Poi fu la chiesa di San Michele a divenire la chiesa parrocchiale di Melksham. Avendo sempre avuto una grande importanza per la zona fu oggetto di diversi restauri ed ampliamenti durante il XIV secolo e nel secolo successivo, sino all'ultimo grande intervento del XIX secolo che ha tuttavia salvato vari resti normanni eretti intorno al 1130, in particolare la parte inferiore delle pareti est, nord e sud.
Forse uno degli interventi più significativi avvenne quando sei campane furono fuse per essere poste nella vecchia torre. In seguito vennero rimosse quando la torre fu ricostruita poi furono riappese nel 1896 e furono aggiunte anche due nuove campane, con le iscrizioni che dicevano "Sanctus Sanctus Sanctus" e "Laus Tibi Domine". Allo stesso modo, nel 1808, una meridiana fu posta sulla parete meridionale della chiesa, offerta da George Gay. Nel 1845 la torre del 1500 fu spostata all'estremità occidentale della chiesa, consentendo la creazione di una sagrestia e di una cappella sul lato nord. In quel periodo fu trovata una planimetria originale della chiesa, in cui un sedile era situato nella cappella. Si suppone che fosse di proprietà del signor Long, con una porta che conduceva a una scala per il suo uso. Un anno dopo, l'intero muro sud fu ricostruito e furono apportate numerose modifiche alla navata laterale. Nel 1881 Ward e Hughes fecero installare vetrate policrome nella navata e nel presbiterio.

## Descrizione
L'English Heritage ha inserito dal 29 settembre 1950 la chiesa di San Michele a Melksham tra gli edifici storici come monumento classificato di seconda categoria col numero 1021707.
La chiesa appartiene alla diocesi di Salisbury.

### Esterni
La chiesa di San Michele si trova nella parte occidentale dell'abitato di Melksham, città sul fiume Avon situata a 10 miglia a est di Bath e 6 miglia a ovest di Devizes. La torre campanaria è posta a ovest, ha base rettangolare e si eleva su quattro piani. Venne riedificata nel 1845, munita di contrafforti angolari e con porta ad arco perpendicolare con modanatura a cappuccio e terminali intagliati. Il terzo piano ha una finestra a monofora, mentre il quarto piano ha arcate cieche in stile gotico inglese, anche detto stile perpendicolare, con una bifora con persiane. Culmina con merli e pinnacoli. La cappella merlata si alza lateralmente. La porta in arco perpendicolare modanato nel portico è a nord, con una bifora e una statua raffigurante San Michele posta nella nicchia sopra la porta. La copertura del tetto è in pietra, in ardesia gallese con verghe e con architravi a sella.

### Interni
La sala è di grandi dimensioni con una navata centrale e due navate navate laterali a nord e a sud. Le cappelle laterali sono state costruite nel XV secolo. Il cleristorio è perpendicolare. All'interno del presbiterio i contorni delle arcate decorative indicano che risale al XII secolo. La cappella della Madonna sul lato sud-est ha tre quadrifore con modanature a cappuccio e porta a testa quadrata con plinto modanato sollevato sopra l'architrave, parapetto merlato e pinnacoli. La navata nord del presbiterio ha una sagrestia a capanna del XIX secolo con una trifora e una quadrifora a testa quadrata a destra. La luce nella sala arriva anche da alcune belle vetrate policrome della fine del XIX secolo.